# グレートインフォメーションネットワーク
グレートインフォメーションネットワーク株式会社（通称G・I・NET）は岐阜県大垣市に本社がある第三セクターのインターネットサービスプロバイダである。
元はビデオテックス事業者で、キャプテンシステムを運営していたが、1996年〜1999年にインターネットサービスプロバイダに転換した。

## 歴史
- 1987年7月16日 - ビデオテックス事業者としてグレートインフォメーションネットワーク株式会社設立。
- 1988年4月23日 - G・I・NET営業開始。キャプテンシステムサービス開始。
- 1995年8月 - パソコン通信事業に参入。「G・I・NET友の会」のサービス開始。
- 1996年6月 - インターネットサービスプロバイダ事業・ポータルサイト事業に参入。大垣地域ポータルサイト西美濃のサービス開始。
- 1999年
  - 3月 - ビデオテックス事業・パソコン通信事業のサービス終了。
  - 4月 - インターネット電話・FAXサービス事業のサービス開始。

## 出資事業者
- 大垣市
- 大垣商工会議所
- イビデン
- 揖斐川工業
- いわなか
- エスライン
- 大垣瓦斯
- 大垣共立銀行
- 西美濃農業協同組合
- 大垣西濃信用金庫
- 河合石灰工業
- 岐建
- 岐阜新聞社
- 岐阜土地興業
- 岐阜トヨタ自動車
- 共立コンピューターサービス
- 弘光舎
- コーテック
- サンメッセ
- 十六銀行
- デリカスイト
- セイノーホールディングス
- 太平洋工業
- 太平洋精工
- 中日新聞社
- インフォファーム
- 中部産業
- TSUCHIYA
- 電算システム
- トーカイ
- ナベヤ
- 日電精密工業
- 日本耐酸壜工業
- 西日本電信電話
- 濃飛倉庫運輸
- 野田自動車工業所
- ヒナヤ
- 文溪堂
- カワボウ
- 丸順
- 宮嶋
- 三輪酒造
- 未来工業
- ヤナゲン
- 安田電機暖房
- 矢橋大理石
- 矢橋林業
- 山中工務店